# Coupe du monde de biathlon 1980-1981
Navigation
Édition précédente Édition suivante
La 4e édition de la Coupe du monde de biathlon se déroule entre le 15 janvier 1981 et le 5 avril 1981. La compétition se compose de cinq étapes, la première à Jáchymov en Tchécoslovaquie, la dernière à Hedenäset en Suède, et est ponctuée en février par les Championnats du monde à Lahti. 

## Programme
La saison 1980-1981 est organisée selon le calendrier suivant :
| Étape | Lieu               | Date début      | Date fin         |
| ----- | ------------------ | --------------- | ---------------- |
| 1     | Jáchymov           | 15 janvier 1981 | 17 janvier 1981  |
| 2     | Antholz-Anterselva | 22 janvier 1981 | 25 janvier 1981  |
| 3     | Ruhpolding         | 29 janvier 1981 | 1er février 1981 |
| 4     | Lahti              | 12 février 1981 | 15 février 1981  |
| 5     | Hedenäset          | 2 avril 1981    | 5 avril 1981     |

## Classement

### Classement général
| Rang | Nom              | Points | Victoire(s) |
| ---- | ---------------- | ------ | ----------- |
|      | Frank Ullrich    | 140    | 2           |
| 2    | Anatoli Aliabiev | 130    | 1           |
| 3    | Kjell Søbak      | 128    | 1           |
| 4    | Eirik Kvalfoss   | 120    | 2           |
| 5    | Peter Angerer    | 117    | -           |
| 6    | Mathias Jung     | 114    | -           |
| 7    | Mathias Jung     | 103    | -           |
| 8    | Terje Krokstad   | 103    | 1           |
| 9    | Eberhard Rösch   | 98     | -           |
| 10   | Erkki Antila     | 90     | -           |

## Calendrier et podiums

### Hommes

#### Épreuves individuelles[2]
| Étape                                              | Lieu               | Épreuve          | Date            | Vainqueur        | Deuxième        | Troisième        | Leader du classement général |
| -------------------------------------------------- | ------------------ | ---------------- | --------------- | ---------------- | --------------- | ---------------- | ---------------------------- |
| 1                                                  | Jáchymov           | Individuel 20 km | 15 janvier 1981 | Terje Krokstad   | Viktor Tsiunel  | Jaromír Šimůnek  | Terje Krokstad               |
| 1                                                  | Jáchymov           | Sprint 10 km     | 16 janvier 1981 | Kjell Søbak      | Viktor Avdeyev  | Hans Åhman       | Kjell Søbak                  |
| 2                                                  | Antholz-Anterselva | Individuel 20 km | 22 janvier 1981 | Eirik Kvalfoss   | Toivo Mäkikyrö  | Anatoli Aliabiev | Kjell Søbak                  |
| 2                                                  | Antholz-Anterselva | Sprint 10 km     | 24 janvier 1981 | Anatoli Aliabiev | Piotr Miloradov | Bernd Hellmich   | Anatoli Aliabiev             |
| 3                                                  | Ruhpolding         | Individuel 20 km | 28 janvier 1981 | Vladimir Alikin  | Frank Ullrich   | Anatoli Aliabiev | Anatoli Aliabiev             |
| 3                                                  | Ruhpolding         | Sprint 10 km     | 31 janvier 1981 | Frank Ullrich    | Peter Angerer   | Eirik Kvalfoss   | Anatoli Aliabiev             |
| Championnats du monde 1981 (12 au 15 février 1981) |                    |                  |                 |                  |                 |                  |                              |
| ChM                                                | Lahti              | Individuel 20 km | 12 février 1981 | Heikki Ikola     | Frank Ullrich   | Erkki Antila     | Frank Ullrich                |
| ChM                                                | Lahti              | Sprint 10 km     | 14 février 1981 | Frank Ullrich    | Erkki Antila    | Yvon Mougel      | Frank Ullrich                |
| Fin des Championnats du monde                      |                    |                  |                 |                  |                 |                  |                              |
| 4                                                  | Hedenäset          | Individuel 20 km | 2 avril 1981    | Fritz Fischer    | Peter Angerer   | Franz Bernreiter | Frank Ullrich                |
| 4                                                  | Hedenäset          | Sprint 10 km     | 4 avril 1981    | Eirik Kvalfoss   | Peter Angerer   | Fritz Fischer    | Frank Ullrich                |